# Dossenheim-Kochersberg
Dossenheim-Kochersberg – miejscowość i gmina we Francji, w regionie Grand Est, w departamencie Dolny Ren.
Według danych na rok 1990 gminę zamieszkiwało 146 osób, 82 os./km².